# سلمى بنت عمرو
الاب : عمرو بن زيد بن لبيد بن خداش بن عامر بن غنم بن عدي بن تيم الله (النجار) بن ثعلبة بن عمرو بن الخزرج بن حارثة بن ثعلبة بن عمرو مزيقياء بن عامر ماء السماء بن حارثة الغطريف بن امرؤ القيس بن ثعلبة بن مازن بن الأزد بن الغوث بن نبت بن مالك بن زيد بن كهلان بن سبأ بن يشجب بن يعرب بن قحطان النجاري الخزرجي الأزدي
الأم :عميرة بنت صخرة بن حبيب بن الحارث بن ثعلبة بن مازن بن تيم الله (النجار) بن ثعلبة بن عمرو بن الخزرج بن حارثة بن ثعلبة بن عمرو مزيقياء بن عامر ماء السماء بن حارثة الغطريف بن امرؤ القيس بن ثعلبة بن مازن بن الأزد بن الغوث بن نبت بن مالك بن زيد بن كهلان بن سبأ بن يشجب بن يعرب بن قحطان النجارية الخزرجية الأزدية
الأزواج: 2
- أحيحة بن الجلاح بن الحريش الأوسي الأزدي
- هاشم (عمرو) بن عبد مناف بن قصي القرشي الخندفي

الأبناء: 3
عمرو، معبد، عبد المطلب (شيبة الحمد)

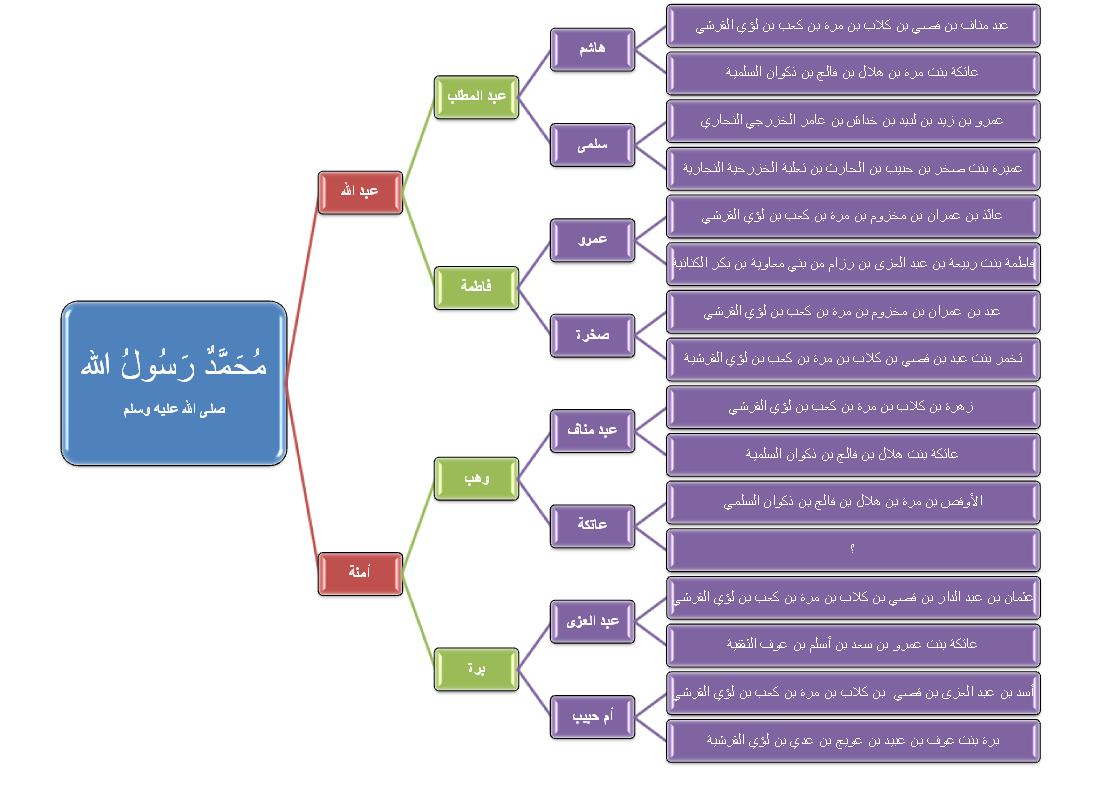
أسماء آباء وأمهات النبي محمد.

سلمى بنت عمرو هي زوجة هاشم بن عبد مناف ، وبالتالي فإنها الجدة العظمى للنبي محمد. كانت واحدة من أكثر النساء نفوذا في قبيلة بني الخزرج وابنة عمرو من بني النجار.

## نسبها
سلمى بنت عمرو بن زيد بن لبيد ( بن حرام ) بن خداش بن عامر بن غنم بن عدي بن النجار المازني الأُزدي الخزرجي.

## الزوج
هاشم بن عبد مناف واسمه عمرو بن عبد مناف بن قصي بن كلاب بن مرة بن كعب بن لؤي بن غالب بن فهر بن مالك بن النضر بن كنانة بن خزيمة بن مدركة بن إلياس بن مضر بن نزار بن معد بن عدنان

## الأولاد
ولدت سلمى عبد المطلب في 497م, وكان هاشم بن عبد المناف يريد أن يكون ابنهما معه في مكة المكرمة، ذهبت سلمى من يثرب إلى مكة، ولكن اصرت سلمى على تعليمه وذهابه إلى يثرب عند أبيها، ووافق هاشم. توفي هاشم عندما كان في رحلة إلى الشام